# Stathatou-Maler

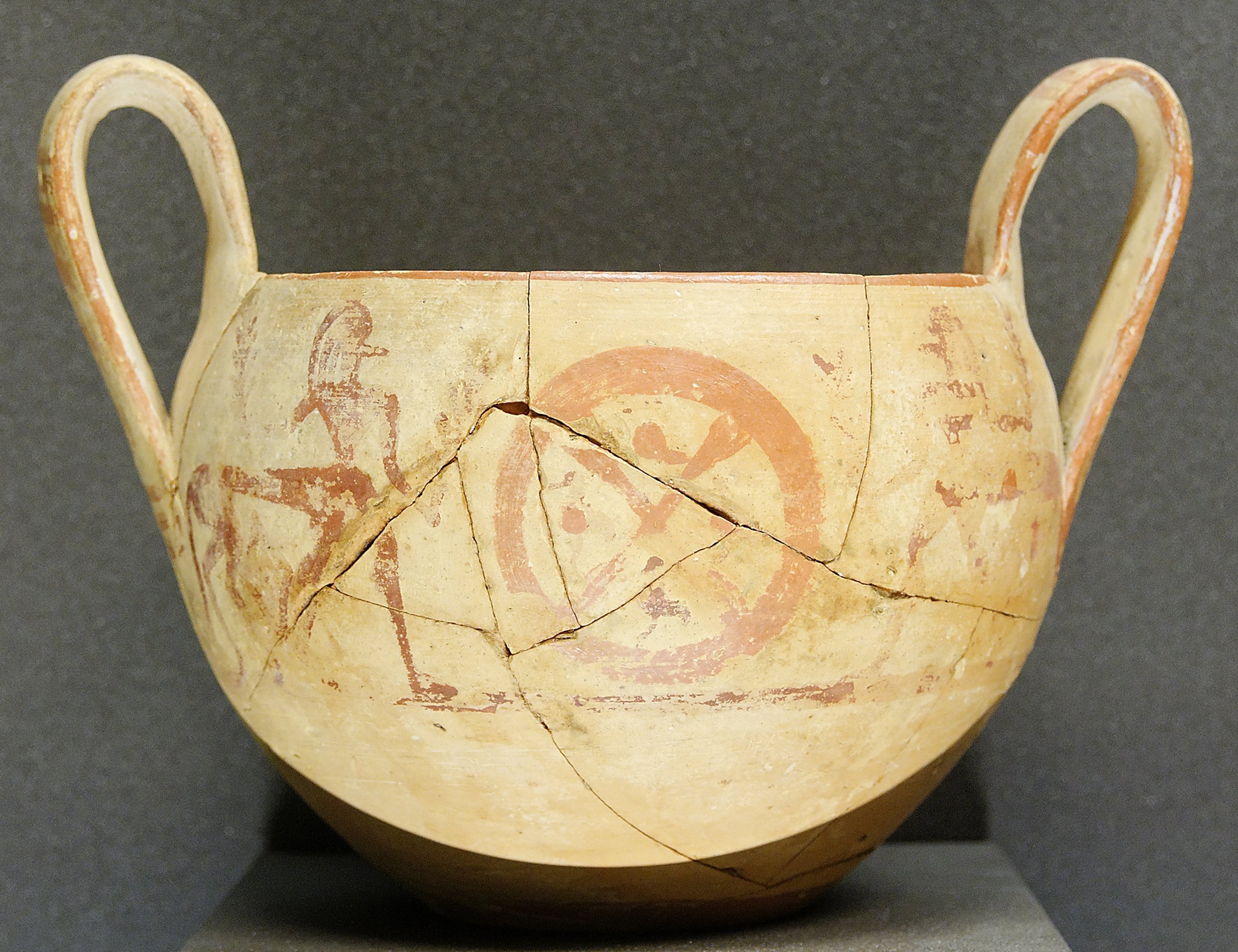
Paris, Louvre CA 1987: Kantharos mit Kentauren

Als Stathatou-Maler wird ein attisch-spätgeometrischer Vasenmalern bezeichnet, dessen Werke in das letzte Drittel des 8. Jahrhunderts v. Chr. (Spätgeometrisch IIb) datiert werden.
Der Stathatou-Maler gehört zum Umfeld der Werkstatt von Athen 894 und steht damit in einer Linie, die vom Dipylon-Maler über die Subdipylon-Gruppe zu ihm und seinen Kollegen, etwa dem Philadelphia-Maler, führte. Dem Stathatou-Maler, der wahrscheinlich Vasenmaler und Töpfer in einer Person war, werden einige wichtige Neuerungen in der attischen Vasenmalerei und Töpferei zugeschrieben. So zeigte er auf seinen Vasen als erster Vasenmaler Athens Fabelwesen: Sphingen, Kentauren und geflügelte Ziegen. Zudem zeigte er als Erster sich gegenüberstehende Löwen sowie Tiere am Baum des Lebens. Von ihm eingeführte Vasenformen sind Oinochoen, deren Hals in einem Bogen in den Körper übergeht, und Kessel, die auf durchbrochenem Ständer lagerten. Seinen Notnamen erhielt er nach seiner Namenvase aus der Sammlung Helene Stathatos, die heute zum Archäologischen Nationalmuseum in Athen gehört. Möglicherweise war er der Lehrer des Mesogeia-Malers sowie des orientalisierenden Stil (Protoattischer Stil) vollzog.